# 斎藤三郎右衛門

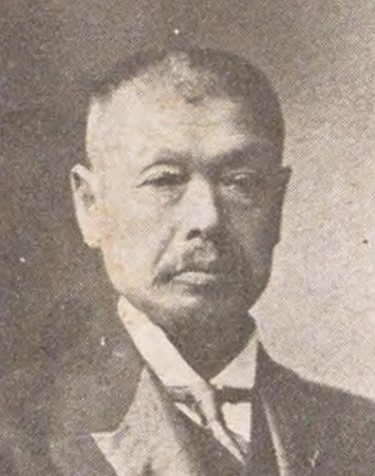
斎藤三郎右衛門

斎藤 三郎右衛門（さいとう さぶろうえもん、安政6年9月9日（1859年10月4日） - 大正2年（1913年）12月3日）は、日本の政治家、資産家、衆議院議員（2期）立憲国民党所属、山形県会議員、東田川郡会議員。名は鉄之助、福周、千里とも。

## 人物
先祖代々「三郎右衛門」を名乗る田川郡渡前村の大地主素封家に生まれ幼名は鉄之助という。幼少より勉学に励み慶應義塾入学を目指し上京するが、母の死を期に郷里に戻る。以後、地元で子供たちの指導育成に努めた。
1887年（明治20年）には、山形県会議員選挙に27歳で出馬し初当選する。以来、議員を務める傍ら地元の教育振興に尽力して小学校の増改築、敷地購入などの為に莫大な私財を寄付し続ける。1911年（明治44年）には、東田川郡会議員を経て、山形県郡部区より衆議院議員補欠選挙に出馬して初当選した。以後2期連続で当選する。
所属政党は、県会議員から衆議院議員立候補までの間に自由党→改進党→進歩党→立憲国民党と替えている。
また、日本赤十字社にも多額寄付をし続けてその運営を支援した。早稲田大学にも寄付をおこなった。

## 来歴
- 1859年（安政6年）9月9日 - 出羽国田川郡渡前村（後の山形県藤島町、現在の鶴岡市）に、（先代）斎藤三郎右衛門の子として生まれる。
- 慶應義塾へ入学しようと上京するが、母が亡くなったため帰郷。
- 地元で子供たちの指導育成に努める。
- 1887年（明治20年） - 山形県県会議員初当選
- 1889年（明治22年） - 私立荘内中学校（現・山形県立鶴岡南高等学校）商議員就任
- 1911年（明治44年） - 東田川郡会議員に当選
  - 衆議院議員選挙に立候補するため同職辞任。
  - 8月[1] - 第10回衆議院議員補欠選挙（山形県郡部区・立憲国民党公認・得票数不明）初当選
- 1912年（明治45年）5月15日 - 第11回衆議院議員総選挙（山形県郡部区・立憲国民党公認・3055票得票）2期目当選
- 1913年（大正2年）12月3日 - 死去。享年55、鶴岡市渡前字中堰（東渡前部落）の延命寺に墓がある。

## 参考資料
- 『庄内人名辞典』 大瀬欽哉（代表編者） 致道博物館内「庄内人名辞典刊行会」（発行）
- ザ選挙・衆議院議員選挙一覧